# Rataje (Kroměříži járás)
Rataje település Csehországban, Kroměříži járásban. Rataje Lutopecny, Zlobice, Zborovice, Zdounky, Jarohněvice, Šelešovice és Kroměříž településekkel határos. Lakosainak száma 1144 fő (2024. január 1.).

## Népesség
A település lakosságának változását az alábbi diagram mutatja:
| Lakosok száma | 1042 | 1132 | 1246 | 1067 | 948  | 974  | 1133 | 1153 | 1153 | 1144 |
|               | 1869 | 1890 | 1921 | 1950 | 1980 | 2001 | 2017 | 2019 | 2022 | 2024 |